# Мальчишки острова Ливов
«Мальчишки острова Ливов» (латыш. «Līvsalas zēni») — советский художественный фильм 1969 года по одноименной повести Лаймониса Вацземниека (в русском переводе — «Ливсальские мальчишки»), героико-приключенческая киноповесть для детей.

## Сюжет
Латвийская ССР, 1946 год. Приехавший на остров Ливов школьник Мартиньш Пуполс, несмотря на угрозы существующей на острове антисоветской банды, продолжает носить красный пионерский галстук. Вместе с учителем Земитисом они убеждают ребят отремонтировать локомобиль и запустить пионерскую электростанцию.
Враги новой власти хотят организовать взрыв во время торжественного пуска. Бдительные пионеры предотвращают диверсию и помогают обезвредить командира диверсантов по кличке «Крот», пришедшего на помощь бывшим хозяевам.

## В ролях
- Юрис Плявиньш — учитель Земитис
- Вента Вецумниеце — учительница Роне
- Юрис Бружикс — Мартиньш Пуполс
- Инессе Петерсоне — Марута
- Имантс Стродс — Аустрис
- Андрис Апинис — Алис
- Марис Смилдзиньш — Фредис
- Каспарс Луце — Петерис
- Янис Пейпа — Альберт
- Гидо Кокарс — Лиелаусис старший
- Имантс Кокарс — Лиелаусис младший
- Улдис Думпис — бандит
- Харий Авенс — Мартин

## Съёмочная группа
- Авторы сценария: Лаймонис Вацземниекс, Эрик Лацис, Янис Стрейч
- Режиссёры: Эрик Лацис, Янис Стрейч
- Оператор — Зигурдс Витолс
- Художник: Гунарс Балодис
- Композитор: Раймонд Паулс